# Pfarrkirche Traismauer

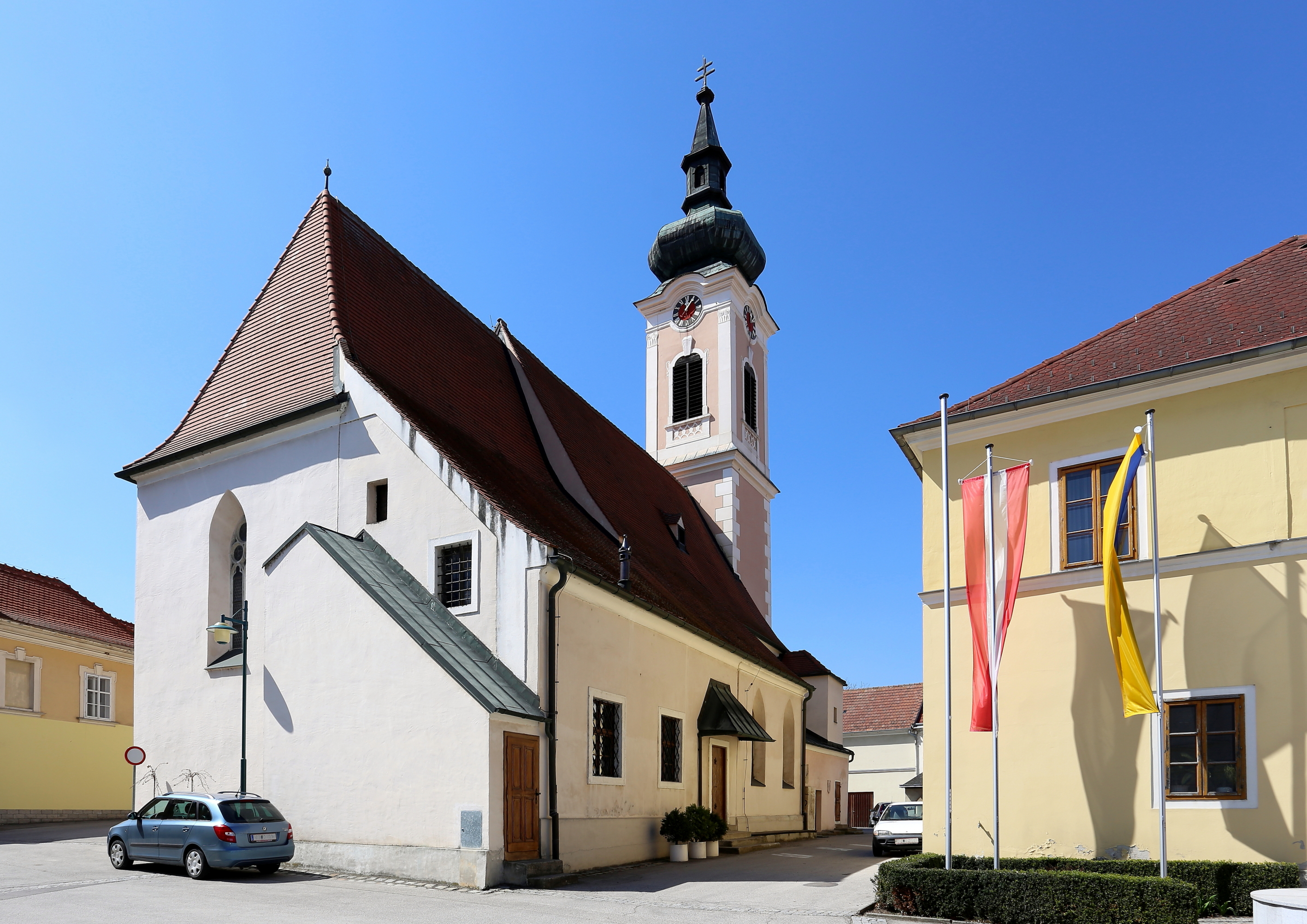
Katholische Pfarrkirche hl. Rupert in Traismauer

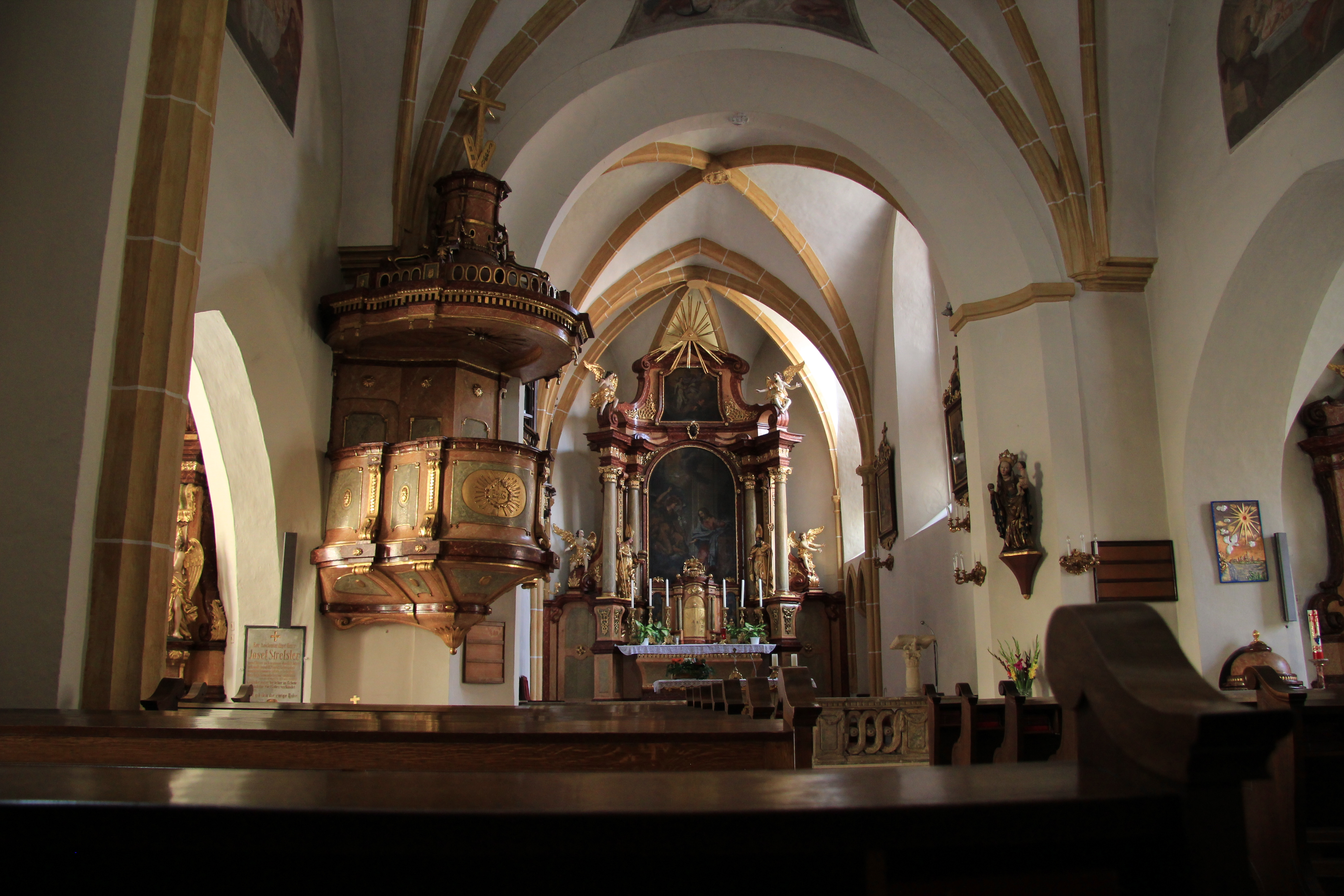
Langhaus, Blick zum Chor

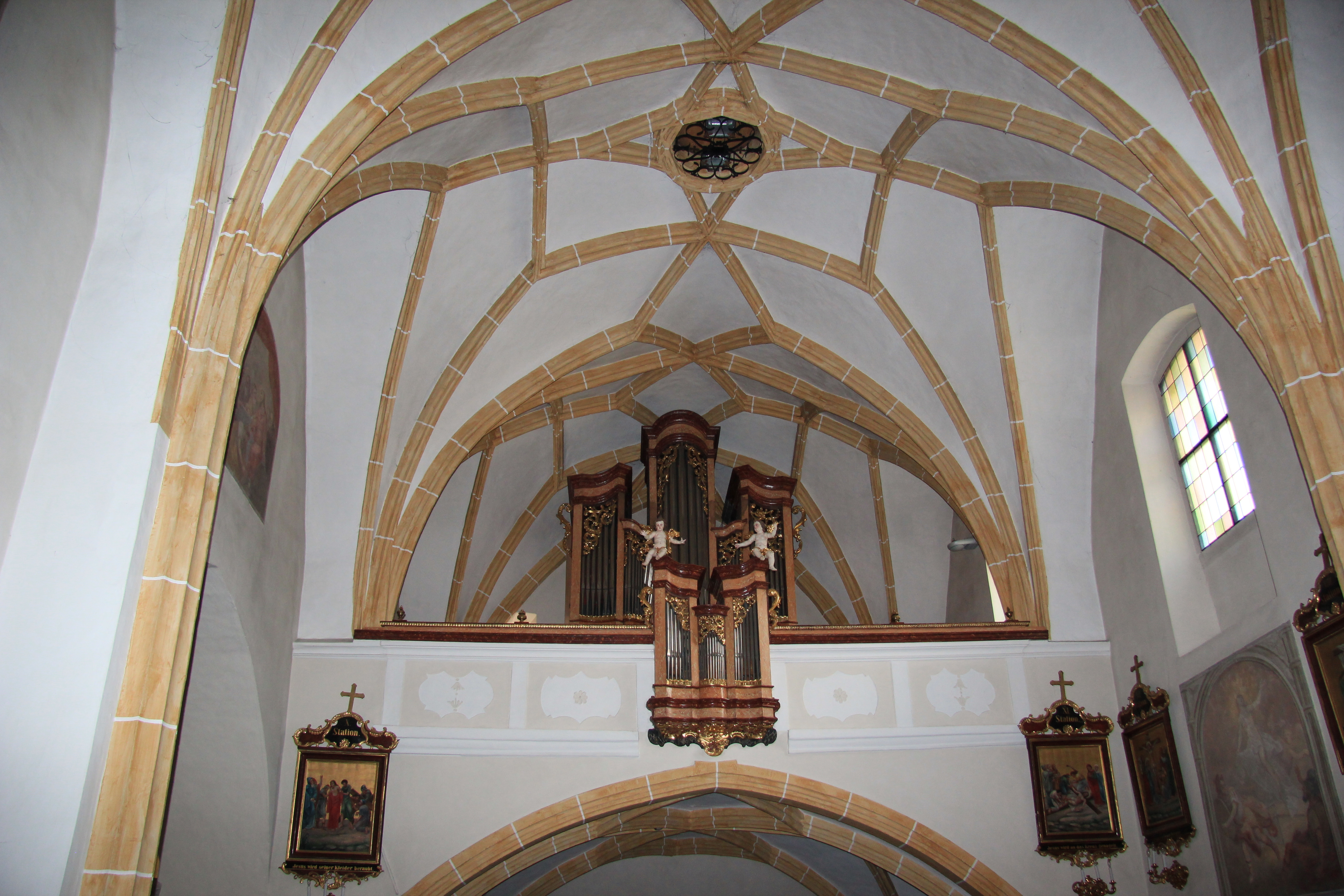
Langhaus, Blick zur Orgelempore

Die römisch-katholische Pfarrkirche Traismauer steht frei in einem kleinen Platz des ehemaligen Friedhofes in der Stadtgemeinde Traismauer im Bezirk St. Pölten-Land in Niederösterreich. Die dem Patrozinium des hl. Rupert von Salzburg unterstellte Pfarrkirche gehört zum Dekanat Herzogenburg in der Diözese St. Pölten. Die Kirche steht unter Denkmalschutz (Listeneintrag).

## Geschichte
Um 800 bestand eine Kirche hl. Martin des Salzburger Bischofssitzes. In dieser Kirche wurde 830 der exilierte Slawenfürst Privina getauft. Nach Auseinandersetzung mit dem Bistum Passau blieb die Pfarre bei Salzburg. 1198 ging die Pfarre an das Domkapitel Salzburg, damit verbunden der Wechsel des Patrozinium zu hl. Rupert, erstmals 1293 genannt. 1345 wurde die Kirche inkorporiert. 1420 wurden zwei Priester genannt. 1803 ging das Patronat an den Kameralfond, von 1825 bis 1952 an die Familie Geymüller.
Die Kirche hl. Martin hatte eine Kammerkrypta vermutlich für den Grenzgraf Cadaloc, gestorben 802. Im 12. Jahrhundert wurde eine romanische Saalkirche erbaut und um 1293 mit einem Rechteckchor und dem vorgestellten Westturm erweitert. In der ersten Hälfte des 14. Jahrhunderts wurde der Chor und im Ende des 15. Jahrhunderts das Langhaus und die Westempore gewölbt. 1512 wurde durch den Stifter Leopold Spiegel die Leopoldikapelle im Kern aus dem Ende des 13. Jahrhunderts gewölbt. Die südlich Seitenschiff wurde 1652 frühbarock gewölbt. 1656 wurde der Westturm baulich verändert, das Glockengeschoß wurde 1764 aufgesetzt, die Zwiebelhaube mit Laterne entstand 1862. Ausgrabungen und eine Innenrestaurierung des Langhauses erfolgten 1975, die Ausgrabungen sind als Schauraum zugänglich. 1982 war eine Außenrestaurierung.

## Architektur
Die seit 1656 nicht mehr benutzte zweijochige kreuzgratgewölbte Krypta beinhaltet Bauteile wie Estrichböden von Kasernen und eine Untermauerung des Schwellbalken von Holzbauten des Holz-Erde-Lagers um 70 nach Christus, weiters Estrichböden und Mauerzüge als Reste einer Fußbodenheizung um 170/180 errichtet. Prinzipia, das römische Kommandogebäude mit Fahnenheiligtum, erhielt einen Mauersockel, wohl für den 802 verstorbenen Cadaloc.
Die Kirche zeigt nordseitig durchgehend Anbauten, von Westen nach Osten: Nordwestlich ein barocker Emporenaufgang und ein Vorraum mit einem Abgang zur ehemaligen Krypta und zum Grabungsbereich, dann eine kreuzgratgewölbte Vorhalle mit einem äußeren schlicht verstäbten Schulterportal um 1500 und das innere Spitzbogenportal des 14. Jahrhunderts, dann die Leopoldikapelle mit zwei Spitzbogenfenstern und danach die Sakristei aus 1728. Südseitig hat die Kirche ein Seitenschiff unter einem Schleppdach des Langhauses mit einem westlichen Schulterportal und Spitzbogenfenstern, ein Fenster mit Maßwerk. Der Rechteckchor mit romanischer und frühgotischer Mauersubstanz hat südlich zwei Spitzbogenfenster, das östliche Fenster mit frühgotischem zweibahnigem Maßwerk mit drei glatten Kreisen, im Ende des 13. Jahrhunderts übergangen. Unter dem Chor befindet sich eine zweijochige Krypta mit einem Tonnengewölbe aus 1728.
Die Chornordseite zeigt eine von der angebauten Sakristei überschnittene fragmentierte Wandmalerei hl. Christophorus um 1310/1320, 1975 freigelegt.

## Ausstattung
Der Hochaltar von 1741 ist ein spätbarockes Doppelsäulenretabel mit einem engelbesetzten Volutenauszug und Opfergangsportalen. Er zeigt das Altarbild Mariä Verkündigung und trägt die Statuen der Heiligen Rupert und Virgil, das Oberbild zeigt die Aufnahme Mariens in den Himmel. Der Tabernakel zeigt seitlich Bilder der Heiligen Peter und Paul.
Die Orgel baute Herbert Gollini 1973 in einem Gehäuse und Brüstungspositik von Mathäus Jeßwanger aus Wien 1771.
Es gibt eine Glocke aus 1523. Das ehemalige Turmuhrwerk baute Hainitz in Melk 1890. Drei Glocken goss Grassmayr 1979.

## Grabdenkmäler
In der Krypta
- Vier stark abgetretene Wappengrabsteine aus dem 16. und 17. Jahrhundert.
- Zwei Priestergrabsteine, einer davon für Eusebuus Eiselin 1664.
- Zwei römische Steinfragmente, davon eine Grabstele für Claudia mit einem Totenporträt.